# تبائین (کهریزک)
تبایین یک منطقهٔ مسکونی در ایران است که در شهرستان کهریزک واقع شده‌است. براساس سرشماری مرکز آمار ایران در سال ۱۳۹۵، تبایین ۸۰۴ نفر جمعیت دارد.